# Miguel Indurain
Miguel Ángel Indurain Larraya (ur. 16 lipca 1964 w Villava) – hiszpański kolarz szosowy, mistrz olimpijski oraz czterokrotny medalista mistrzostw świata.

## Kariera

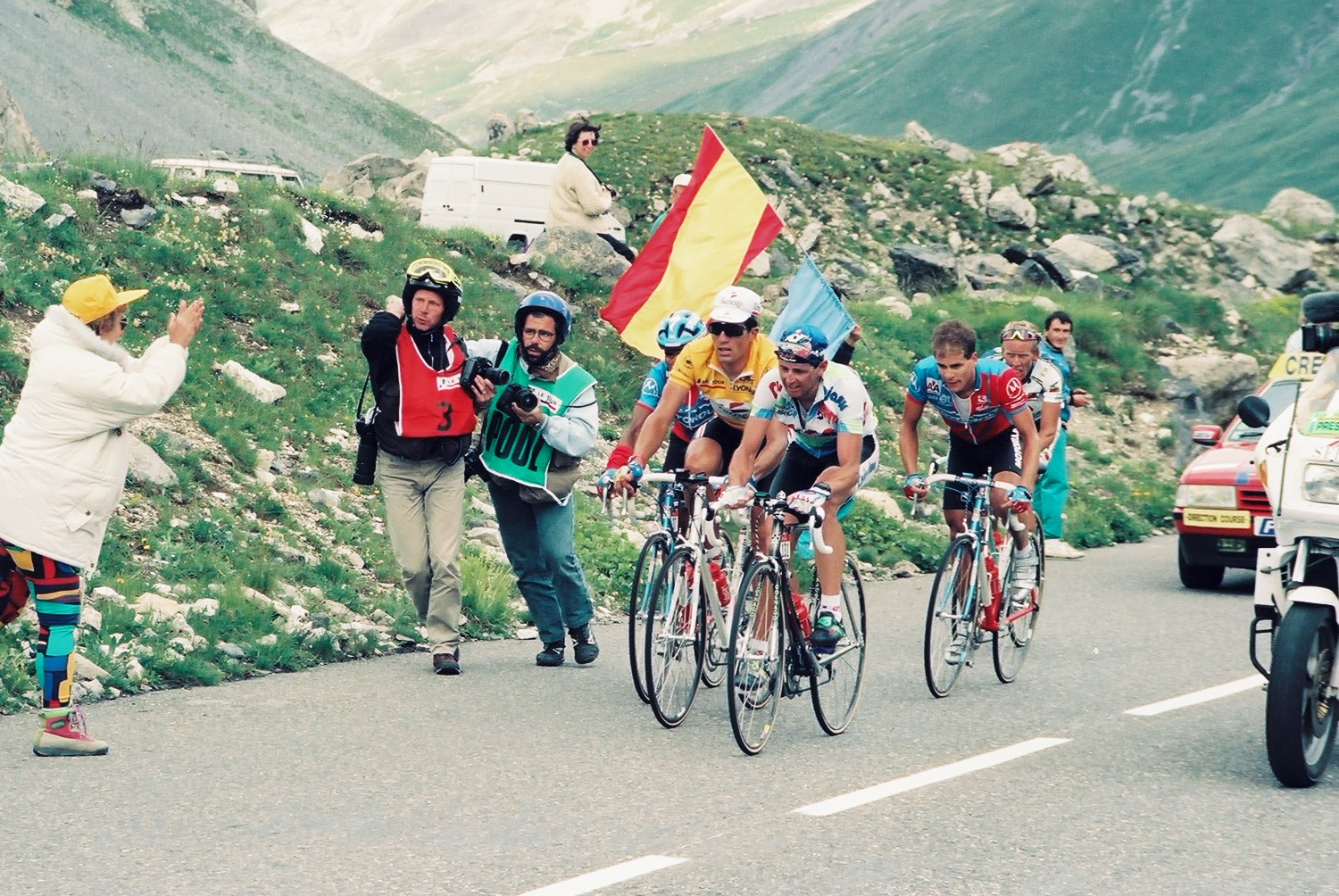
Miguel Indurain na podjeździe pod Col du Galibier, Tour de France 1993

Od 1991 do 1995 Miguel Indurain pięciokrotnie wygrywał Tour de France ze swoją drużyną Banesto. Był dzięki temu pierwszym kolarzem w historii, któremu udało się wygrać ten wyścig pięć razy z rzędu. W latach 1992 i 1993 wygrywał także w Giro d’Italia. W 1994 ustanowił nowy rekord w jeździe godzinnej – 53,040 km, ale z powodu ustanowionych później przepisów UCI rekord ten został anulowany, podobnie jak inne rekordy z lat 1984–2000.
Na mistrzostwach świata w Duitamie w 1995 roku triumfował w jeździe indywidualnej na czas oraz zdobył drugie miejsce na wyścigu ulicznym, plasując się za swoim rodakiem, Abrahamem Olano. Na rozgrywanych dwa lata wcześniej mistrzostwach świata w Oslo był drugi ze startu wspólnego, przegrywając tylko z Lance’em Armstrongiem. Ponadto na mistrzostwach świata w Stuttgarcie w 1991 roku był trzeci w tej samej konkurencji. W zawodach tych wyprzedzili go Włoch Gianni Bugno oraz Holender Steven Rooks.
W 1996 Indurain próbował po raz szósty zwyciężyć w Tour de France, jednak po niepowodzeniu na 7. etapie, musiał się zadowolić 11. miejscem w klasyfikacji generalnej, a zwycięzcą całego wyścigu został Duńczyk Bjarne Riis. W tym samym roku na igrzyskach olimpijskich w Atlancie zdobył złoty medal w jeździe indywidualnej na czas. Po tym zwycięstwie Miguel Induráin postanowił zakończyć karierę.
Jego brat, Prudencio, także był kolarzem.

## Odznaczenia
- Krzyż Wielki Orderu Zasług Sportowych (Hiszpania)